# 迎頭痛擊

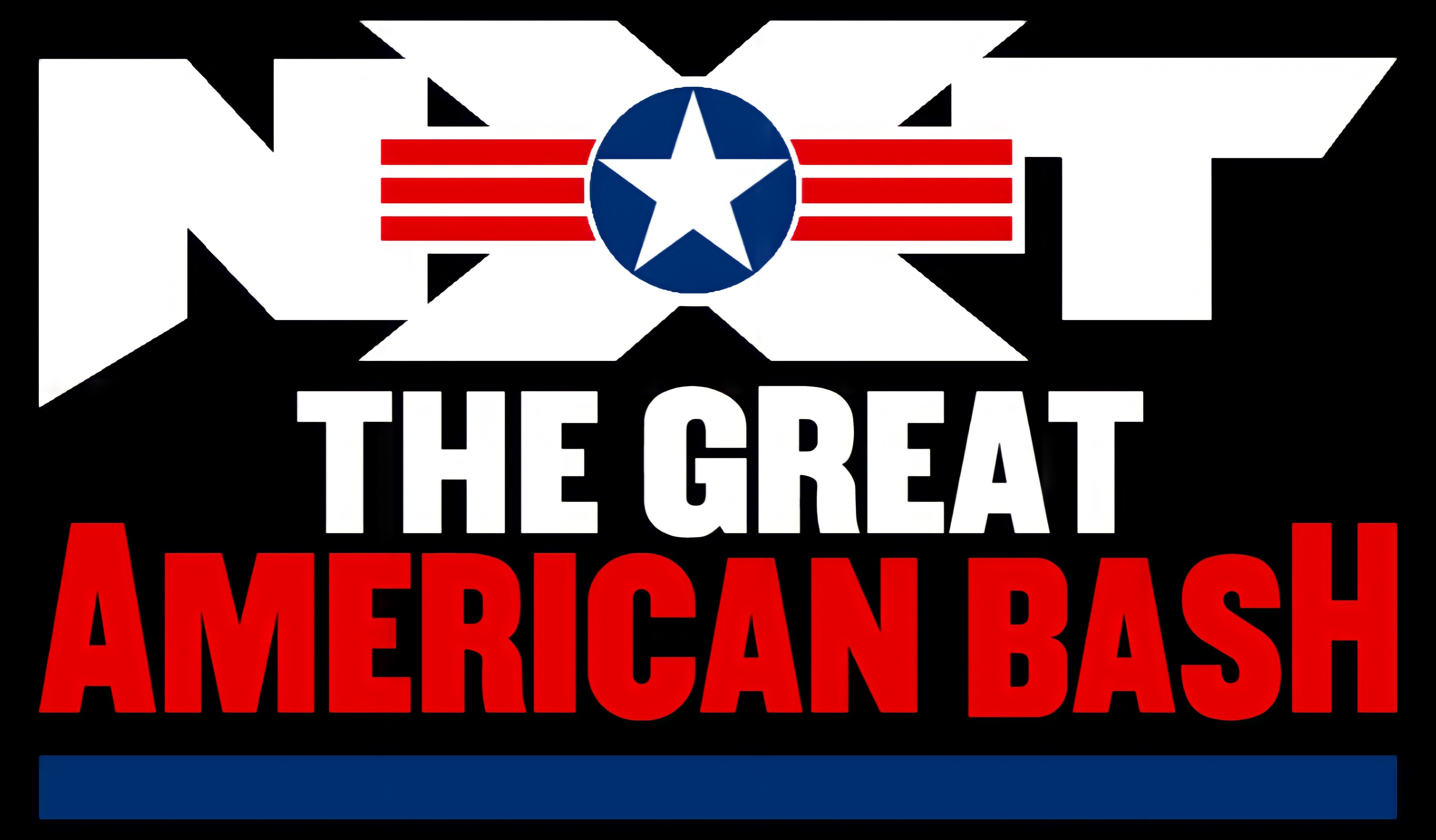
The Great American Bash

迎頭痛擊（The Great American Bash）（The Bash），是世界摔角娛樂（WWE）每年一度的付費收看（Pay-Per-View）節目，通常於每年7月時舉行。此賽事原本是WCW的付費收看賽事，根據Ric Flair在他的自傳：To Be the Man中描述，此賽事構想是由Dusty Rhodes所創。
2000年WCW被WWE併購後，此賽事隨之停辦，但是2004年WWE又重新開使舉辦此賽事，並讓它成為每年固定舉辦的付費收看賽事，而它也是唯一從WCW移至WWE舉辦的付費收看賽事。2009年開始WWE將它的英文從The Great American Bash簡化為The Bash。

## 外部連結
- 迎頭痛擊官方網站 （页面存档备份，存于）